# Édouard-Charles Fabre

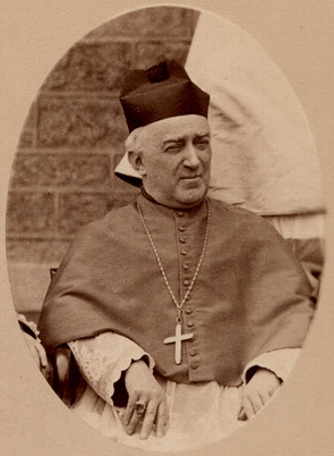
Erzbischof Édouard-Charles Fabre (ca. 1880)

Erzbischofswappen von Édouard-Charles Fabre

Édouard-Charles Fabre (* 28. Februar 1827 in Montréal, Niederkanada; † 30. Dezember 1896 in Montréal, Québec) war ein kanadischer Geistlicher und römisch-katholischer Erzbischof von Montréal.

## Leben
Édouard-Charles Fabre empfing am 23. Februar 1850 in der Kathedrale Saint-Jacques de Montréal durch den Koadjutorbischof von Montréal, John Charles Prince, das Sakrament der Priesterweihe für das Bistum Montréal.
Am 1. April 1873 wurde er zum Titularbischof von Gratianopolis und zum Koadjutorbischof von Montréal ernannt. Die Bischofsweihe spendete ihm am 1. Mai desselben Jahres der Erzbischof von Québec, Elzéar-Alexandre Taschereau; Mitkonsekratoren waren der Altbischof von Sandwich, Pierre Adolphe Pinsoneault PSS, und der Bischof von Trois-Rivières, Louis-François Richer dit Laflèche.
Nach dem Rücktritt von Ignace Bourget am 11. Mai 1876 folgte Édouard-Charles Fabre ihm als Bischof von Montréal nach. Die Amtseinführung fand am 19. September 1876 statt. Mit der Erhebung des Bistums Montréal zum Erzbistum durch Papst Leo XIII. am 8. Juni 1886 wurde Édouard-Charles Fabre zum Erzbischof. Er blieb bis zu seinem Tod am 30. Dezember 1896 im Amt und wurde in der Basilika Marie-Reine-du-Monde beigesetzt.